# Strette
 (décembre 2023).
Motif : Quel(s) sujet(s) sont admissible(s), i.e. documenté(s) par des sources secondaires centrées ?

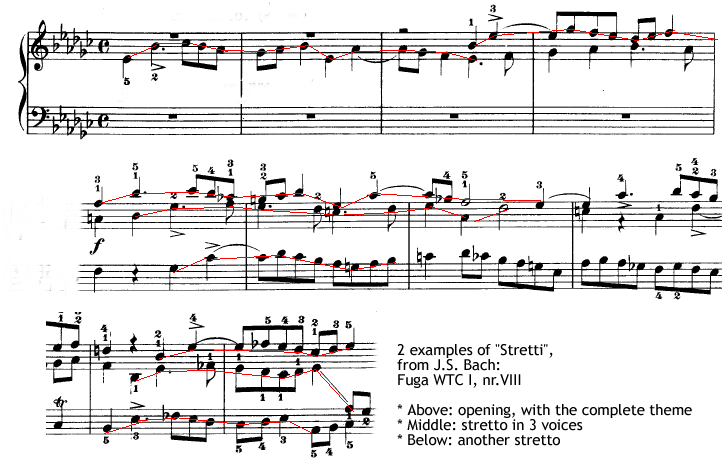
Strette de Bach

Dans la musique classique, la strette (de l'italien stretta, « étreinte, resserrement ») peut désigner : un procédé d'écriture en imitation ; une partie caractéristique du finale d'un opéra (ou d'une œuvre pour chœur) ; ou bien une indication d'accélération du tempo.

## Contrepoint
La strette apparaît dans une pièce contrapuntique et plus spécialement dans une section d'une fugue, au cours de laquelle les différentes voix entrent de manière rapprochée, sans attendre que le thème ait été entièrement exposé. C'est une sorte d'« aboutissement du travail thématique du sujet » et il peut y avoir plusieurs strettes qui se présentent de manière de plus en plus serrées.
La strette est dite « réelle » lorsque le sujet et sa réponse se superposent exactement et « libre » lorsqu'elle dispose les entrées sur d'autres degrés ou ne respecte pas littéralement le thème.
D'un point de vue formel, il est fréquent qu'une strette précède la conclusion de la pièce musicale, c'est-à-dire dans la réexposition ou la coda. Il y a cependant des fugues qui privilégient ce procédé tout au long de l'œuvre, comme la fugue en ré majeur du second livre du Clavier bien tempéré. On parle alors de fugue en strette.
La « strette magistrale » (en italien : stretto maestralle) désigne la superposition du thème avec lui-même dans toutes les voix, comme dans l'exemple suivant, extrait du Clavier bien tempéré, Fugue en ut majeur du premier livre, BWV 846 (également une fugue en strette) :
Un autre exemple encore plus exceptionnel (à cinq voix) figure à la fin de la fugue en si bémol mineur.

## Musique vocale
À l'opéra ou dans la musique pour chœur, la strette désigne un passage caractéristique du finale constitué du retour des thèmes principaux dans un mouvement accéléré et en ordre serré, donnant l'impression d'un resserrement progressif des entrées, dans un accelerando du mouvement.

## Indication de mouvement
Comme dans le cas précédent, désigne une accélération du tempo voulue par le compositeur qui indique, par exemple, più stretto sur la partition.